# Polyacme obsoleta
Polyacme obsoleta är en fjärilsart som beskrevs av W. Warren 1906. Polyacme obsoleta ingår i släktet Polyacme och familjen mätare. Inga underarter finns listade i Catalogue of Life.